# Всеукраїнський марш за тварин
Всеукраїнський марш за тварин — хода активістів та прибічників гуманістичного руху за права тварин. Вперше відбулася 15 жовтня 2017 року за ініціативи українського громадського діяча та підприємця  — Олександра Тодорчука та інших активістів, що оформилися пізніше в рух UAnimals. Метою заходу є звернення уваги та заклик припинити знущання у цирках і дельфінаріях, заборонити притравочні станції, хутрові ферми та покарати живодерів.

## Мета
За словами організатора руху UAnimals Олександра Тодорчука мета проведення маршів — вимога припинення експлуатації звірів в цирках і заборони шапіто в містах; заклик відмовитися від натурального хутра і мотивування українських дизайнерів на цей важливий крок; припинення тестування косметики й парфумерії на тваринах і закриття дельфінаріїв і притравочних станцій.

## Історія

#### Марш 2017 року «Вийди за мене»
Перший марш за права тварин відбувся 15 жовтня 2017 року в Києві за ініціативи Олександра Тодорчука. Учасники зібралися у парку імені Тараса Шевченка та направилися організованою колоною в напрямку Хрещатика. Кінцевим пунктом маршу за права тварин мала б бути Верховна Рада України, але активісти були змушені розійтися через несприятливі погодні умови. Багато учасників прийшли зі своїми домашніми тваринами та тримали власноруч створені плакати з написами: «Мене вбили твої розваги», «Тварини не належать нам», «Не вбивай мене», «Ми — за цирк без тварин» та іншими. В акції взяли участь декілька сот людей, а також в. о. міністра охорони здоров'я України Уляна Надія Супрун, а також міністр екології та природних ресурсів Остап Михайлович Семерак. Проведення аналогічних маршів також було заплановано в наступних містах: Одеса, Львів, Дніпро, Харків, Миколаїв, Рівне, Ужгород, Запоріжжя, Маріуполь та інших українських містах. За словами організаторів, загалом на подібні марші вийшли мешканці 17 міст. В першу чергу, активісти переслідували на меті привернути увагу до частих випадків жорстокого поводження з тваринами. Вони вимагали заборонити експлуатацію тварин у цирках і закликали населення відмовитися від натурального хутра. Маршу передував флешмоб, що був запущений в інтернеті і закликав користувачів публікувати фото своїх тварин з плакатами «Вийди за мене!». Цей заклик і став основним гаслом активістів під час маршу. Акція отримала підтримку українських зірок спорту і шоу-бізнесу: співачки Onuka, Джамала і Катя Чілі, плавчиня Яна Клочкова, а також відомі актори та письменники. За результатами акції було підписано меморандум з основними цілями зоозахисту до 2025 року. За інформацією різних засобів масової інформації до акції лише в Києві долучилося більше тисячі активістів.
У Львові ж сотні активістів розпочали свою ходу опівдні від площі перед Оперним театром, пройшли проспектом Свободи, площами Галицькою і Соборною, вулицями Підвальною та Винниченка й завершили ходу на Ринку перед Ратушею. Чимало учасників також прийшли на марш зі своїми домашніми тваринами. За інформацією поліції у марші взяли участь від 400 до 500 осіб.
Мешканці Одеси також приєдналася до всеукраїнського маршу за права тварин. Всього близько 500 активістів разом зі своїми домашніми тваринами пройшли центральними вулицями. Учасники ходи зібралися біля міського саду, потім пройшли вулицею Дерибасівською, Приморським бульваром та закінчили ходу на Думській площі. Вони йшли під звуки барабанів з гаслами на кшталт: «Цирк без тварин», «Тварини — не іграшки», «Одеса без жорстокості», «Ні полюванню» та іншими.
Мешканці міста Луцьк за ініціативи «Волинського об'єднання зооЗахисту» також взяли участь в всеукраїнському марші. Опівдні декілька десятків активістів зібралися біля драматичного театру ім. Тараса Шевченка, звідки організованою колоною вирушили проспектом Волі. Організатори пояснили нечисленність зібрання — поганими погодними умовами. Активісти прийшли зі своїми дітьми, які тримали в руках іграшки, що мало символізувати те, що тварини це не іграшки. Також на акцію привели багато безпритульних тварин для яких намагалися знайти нових господарів. Крім того, організатори збирали підписи під «Універсалом за права тварин».
Маріупольці та гості міста долучилися до цієї ініціативи завдяки організації та підтримки з боку представників громадської організації «Зооконтроль Маріуполь». Координатор організації Ганна Зайцева наголошувала на важливість донести до відома маріупольців проблеми пов'язані з тваринами: використання їх у цирках та зоопарках, жорстоке поводження, у першу чергу, безхатніми, потрібність стерилізації безхатніх котів та собак замість знищення. У рамках маршу місцеві школярі провели флешмоб, під час якого рвали зображення диких тварин та складали у пакети для сміття. Після учасники акції пройшлись з плакатами навкруги театру, аби привернути увагу перехожих до проблем тварин.

#### Марш 2018 року «Я не шуба»
Всеукраїнський марш за тварин у 2018 році пройшов 30 вересня. Повідомлялося, що десятки тисяч людей в Дніпрі, Ужгороді, Вінниці, Чернівцях, Чернігові, Черкасах, Одесі, Миколаєві, Херсоні, Тернополі, Житомирі, Івано-Франківську, Харкові, Рівному, Львові, Полтаві, Запоріжжі, Луцьку та Хмельницькому та інших містах (загалом двадцяти) взяли участь. Як і раніше привернути увагу суспільства до події допомагали відомі особи, серед яких ONUKA та інші. Заходи відбувалися під гаслом «Я не шуба», де активісти виступили проти хутряних ферм та притравочних станцій і контактних зоопарків. Додатково вимагалося заборонити використання тварин у цирках та дельфінаріях, а також для експериментів. Учасники маршів вийшли з плакатами: «Не ображай молодших!», «Моя мама — не шуба», «Люди, розважайте себе самі» та інше, а також скандували: «Україна — гуманна країна». В усіх міста де проводилися заходи активісти виступали проти експлуатації тварин для жебракування, фотопослуг і взагалі контактних зоопарків, пропонують розвивати реабілітаційні центри для чотирилапих, заборонити евтаназію, як метод регулювання чисельності безпритульних тварин, проте створити зоополіцію та внести диких тварин до природного ареалу України. Окрім гуманного ставлення до тварин, деякі активісти пропагували відмовитися від продукції тваринного походження. Додатково було підняте питання про заборону тестування косметичних засобів на тваринах. Було поставлено під сумність саму ідею таких випробувань, а також доцільність їх проведення в інститутах у Львові та Харкова. У Києві на марш вийшло декілька тисяч осіб, серед яких багато учасників прийшли зі своїми домашніми улюбленцями.
У Дніпрі взяли участь сотні представники усіх зоозахисних громадських об'єднань міста, волонтерів, які опікуються бездомними тваринами, людей, які взяли в дім тварин з вулиці та з притулків разом зі своїми тваринами. У руках вони тримали фотографії тварин і плакати з написами типу: «Я хочу жити!», «За цирки без тварин!», «Тварина — особистість, а не іграшка», «Сьогодні тварина, а завтра — ваша дитина!». Учасники заходу пройшли ходою до дніпровського державного цирку, де влаштували імпровізоване дійство проти використання тварин для заробітку. Під час цього дійства вони інформували перехожих про запровадження адміністративної та кримінальної відповідальності за спричинення шкоди тваринам. Свідків знущання над тваринами закликали втручатись і звертатись з заявами до поліції. Приверталась увага до того факту, що у Дніпрі немає жодного комунального чи державного притулку для тварин і тому всю цю роботу виконують волонтери власним коштом.
У Запоріжжі декілька десятків учасників маршу за права тварин пройшлись центральним проспектом міста від Фестивальної площі до бульвару Шевченка. Активісти вимагали на законодавчому рівні заборонити використання диких тварин у розважальних цілях, запровадити більш жорстке покарання за жорстоке поводження з тваринами. Ключовими вимогами стали: заборона використання тварин у цирках та дельфінаріях, заборона хутряних ферм та притравочних станцій, заборона використання тварин у контактних зоопарках, для фотопослуг, стимулювати розвиток центрів утримання тварин, що постраждали від людини та її діяльності, заборонити евтаназію для регулювання чисельності безпритульних тварин, створити зоополіцію. Учасники акції під час маршу збирали підписи під петицією до центральних органів влад з вимогою виконання основних вимог всеукраїнської акції.
Активісти в Миколаєві пройшли маршем за права тварин по вулиці Соборній до головної площі міста, де зачитали свої вимоги, що стосуються заборони використання тварин у цирках, а також евтаназії. Серед натовпу були присутні й учасники постійних пікетів під мерією, які вимагали звільнити директора КП «Центр захисту тварин» Олександра Голобродского та створити наглядову раду на підприємстві. Більшість активістів прийшли на марш з дітьми, собаками і тримали плакати на кшталт: «Я за цирк без тварин», «Тварини не розвага», «Прийшов час гуманно зупинити знущання».

#### Марш 2019 року «Захист слабких— справа сильних»
15 вересня 2019 року був проведений третій Всеукраїнський марш за тварин, що відбувся одночасно майже в 24 містах України. Організатором знову виступила UAnimals за підтримки інших зоозахисних організацій: Ukrainian Volunteer Service та інших. У всіх містах проведення організаторами були підготовлені наступні одинадцять вимог до представників влади, які були оголошені громадськості:
1. Заборона використання тварин у цирках і дельфінаріях;
2. заборона експлуатації тварин для жебракування і фотопослуг;
3. заборона створення і функціонування притравочних станцій;
4. відмова від використання живих тварин для експериментів та ін.;
5. розвиток реабілітації тварин і центрів утримання тварин, що постраждали від людини та її діяльності;
6. заборона хутрових ферм;
7. сприяння припиненню діяльності живодерів-догхантерів;
8. припинення програм масового вбивства безпритульних тварин у містах України;
9. внесення диких тварин природного ареалу України, що знаходяться на межі зникнення, до Червоної книги України;
10. чітке визначення права власності на тварину та позбавлення такого права в результаті жорстокого поводження для забезпечення відповідальності власників;
11. сприяння створенню зоополіції та запровадження в Україні дієвої системи контролю і покарання за жорстоке поводження з тваринами[28].

Цьогорічний маршрут декількатисячного натовпу активістів у Києві пролягав від парку ім. Тараса Шевченка, де виступали спікери, до Верховної Ради України, де активісти продовжили тему захисту тварин у форматі виступів перед вільним мікрофоном. Паралельно з цим організатори збирали підписи під петицією до Президента. Свою підтримку заходу виразили Джамала, Ульяна Супрун, Олександра Зарицька, Олег Ляшко.
Унікальною подією стала підтримка зоозахистної ініціативи з боку дослідників антарктичної станції «Академік Вернадський» у межах Всеукраїнського маршу за тварин 2019. Через певну різницю в часі полярники вийшли на акцію протесту раніше ніж активісти на території України. Учасники експедиції зі станції Вернадського тримали плакати з закликом заборонити дельфінарії та притравочні станції. Сама акція пройшла під гаслом — «Тварини не ресурси».
Як і в попередні роки спільнота Львова також долучилася до всеукраїнського маршу. Хода активістів стартувала від оперного театру і до площі Ринок та закінчилася перед будівлею міської ратуші. Учасники говорили про неприпустимість використання тварин у цирках та пересувних зоопарках, про боротьбу із хутряним виробництвом та про гуманне регулювання чисельності тварин у містах.
В Миколаєві учасники зібралися та пройшли колоною по Соборній вулиці до Каштанового скверу, де провели мітинг. Захід супроводжувався гаслами: «Ні знущанням над тваринами», «Миколаїв — за гуманність», «Хутро — криваве жлобство», «Захист слабких — справа сильних», де більшість з них була розміщенна не тільки на плакатах, а й на ромбовидних наклейках, які були прикріплені на грудях.
Цьогоріч до всеукраїнської ініціативи приєдналися активісти з міста Сєверодонецьк, які також підтримали вимоги організаторів до влади. Вулицями міста пройшло декілька десятків учасників, які несли банери та власноруч створені плакати. За словами організатора заходу в цьому місті Левона Азізяна цьогорічна акція відбулася в тісній співпраці між активістами Краматорська та Сєверодонецька. За його словами він приїжджав на робочу зустріч волонтерів краматорського маршу з Луганщини в Донецьку область, а бахмутські волонтери приїхали з донецької області в луганську для підтримки сєверодонецького маршу. Між учасниками налагодилася досить тісна співпраця і в знак зближення в спільній зоозахистній ініціативі краматорський банер з'явився на марші в Сєверодонецьку, а сєверодонецький банер в Краматорську.
Марш в місті Краматорськ не був численний, але він привернув увагу досить широкого загалу і на підтримку зоозахистної ініціативи приїхали мешканці Константинівки, Миколаєвки, Дружковки, Сєверодонецька та Полтави. Активісти зібралися біля будівлі культурно-дозвільного центру Ніка, де у форматі «відкритого мікрофону» кожен бажаючий міг висловитися в захист прав тварин. Після дискусій учасники пройшлися з плакатами центральними вулицями міста та завершили свою ходу в сквері імені Шевченка, де волонтери краматорського благодійного фонду «Друг» презентували свій заклад для утримання безпритульних собак.

#### 2020— перший онлайн-марш
У зв'язку з пандемією COVID-19 2020 року Всеукраїнський марш за тварин вперше відбувся завдяки застосуванню штучного інтелекта. 3 жовтня кілька тисяч учасників вийшли на гуманістичну подію завдяки технології face swap від українського застосунку Reface.

#### 2021
5 вересня 2021 року Марш знову повернувся на вулиці українських міст, відбувшись одночасно у 30 населених пунктах. У Києві учасники маршу передали народним депутатам вимоги щодо законодавчого забезпечення гуманного ставлення до тварин в Україні. Лейтмотивом Маршу стало саботування зоозахисних законів органами влади та невиконання своїх обов'язків органами, що відповідальні за захист тварин в Україні. З огляду на епідеміологічну ситуацію, Маршу було проведено з дотриманням карантинних норм.

## Результати
Деякі вимоги, озвучені під час Маршів за тварин, були реалізовані та впроваджені українським урядом. Зокрема, вдалося домогтися прийняття закону 2351, що передбачає посилення відповідальності за жорстоке поводження із тваринами, а також заборону фотопослуг і жебракування з тваринами.